# Jezioro Piotrkowskie (powiat iławski)
Jezioro Piotrkowskie – jezioro w woj. warmińsko-mazurskim, w powiecie iławskim, w gminie Iława, leżące na terenie Równiny Iławskiej.

## Dane morfometryczne
Powierzchnia zwierciadła wody według różnych źródeł wynosi od 52,5 ha do 74,4 ha.
Zwierciadło wody położone jest na wysokości 101,5 m n.p.m. lub m n.p.m. Średnia głębokość jeziora wynosi 1,2 m, natomiast głębokość maksymalna 3,2 m.
W oparciu o badania przeprowadzone w 1995 roku wody jeziora zaliczono do III klasy czystości.